# 夏威夷刺桐

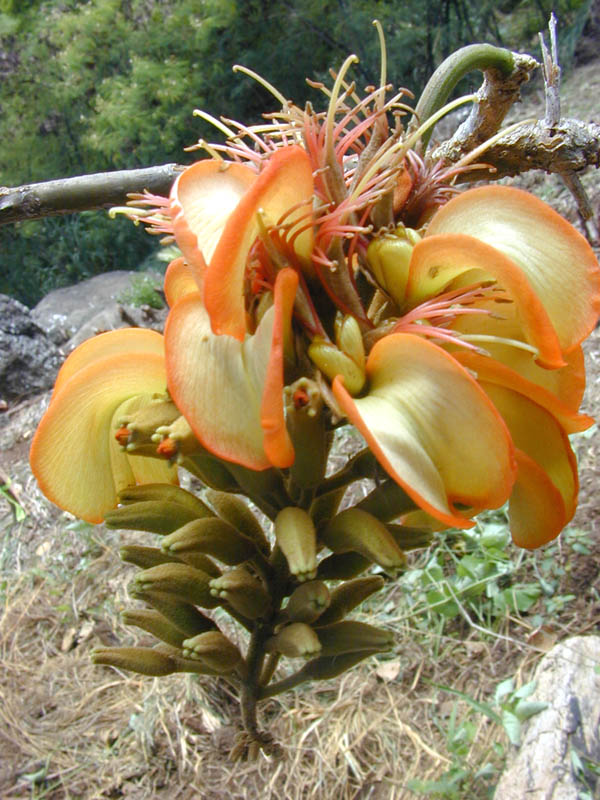
開花的情形

夏威夷刺桐，是豆科刺桐屬的一種植物，僅見於夏威夷群島至海拔600公尺的背風面。近年受到刺桐釉小蜂的威脅。